# 札甲

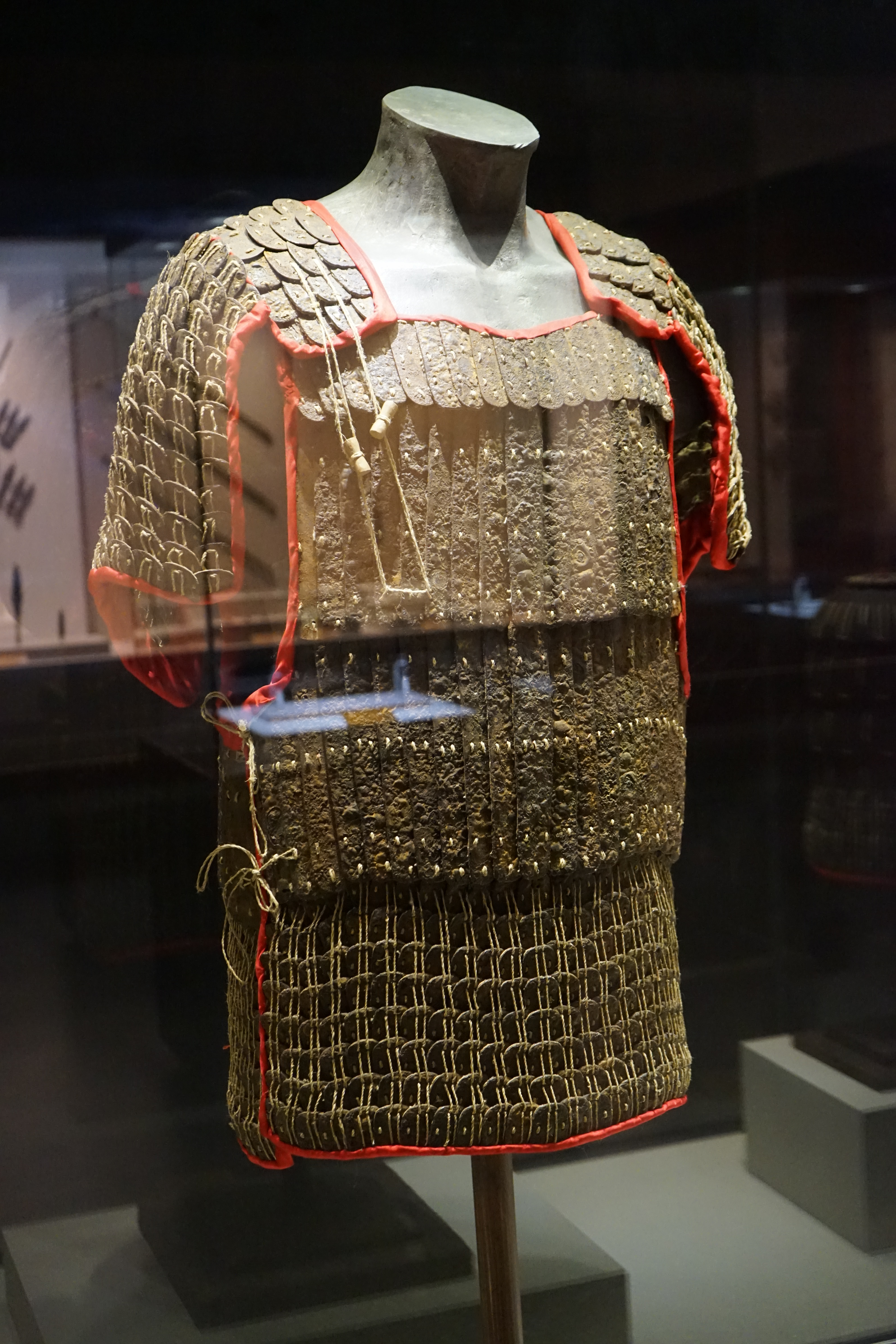
西漢時期的鐵製札甲。

札甲（Lamellar armour）是用許多長方形甲片（材質包括鐵片、革片或青銅片）排起而成盔甲。札甲在東歐、中東至遠東地區皆被廣泛使用。

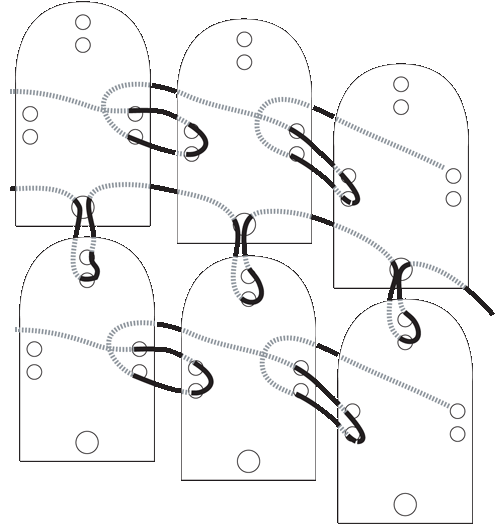
札甲的其中一種編綴方式。

## 歷史
東周時已有由皮革製成的札甲。考古發現過戰國晚期的鐵甲片，長6至7.8公分，寬5.3至6.9公分，《呂氏春秋·貴卒》記載「衣鐵甲、操鐵杖以戰」。秦代時可能已經有金屬札甲。西漢時鐵製札甲已成為主流，以麻繩或皮條來編綴甲片。札甲在中國一直使用到清朝。
拜占庭的重騎兵會穿著札甲。

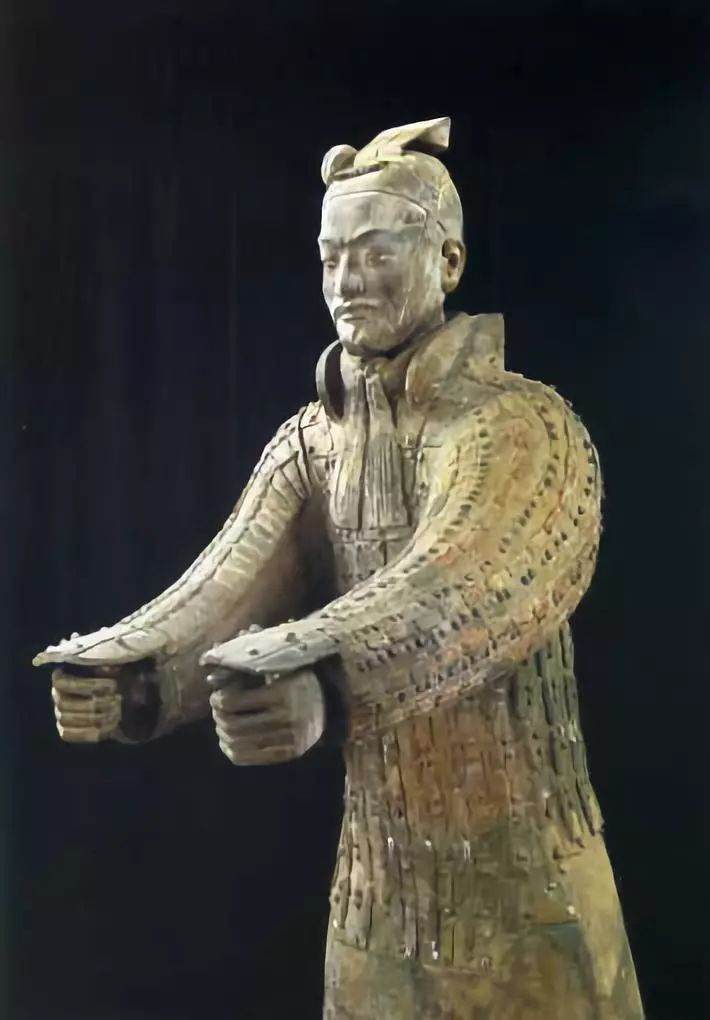
穿札甲的秦朝戰車兵俑。
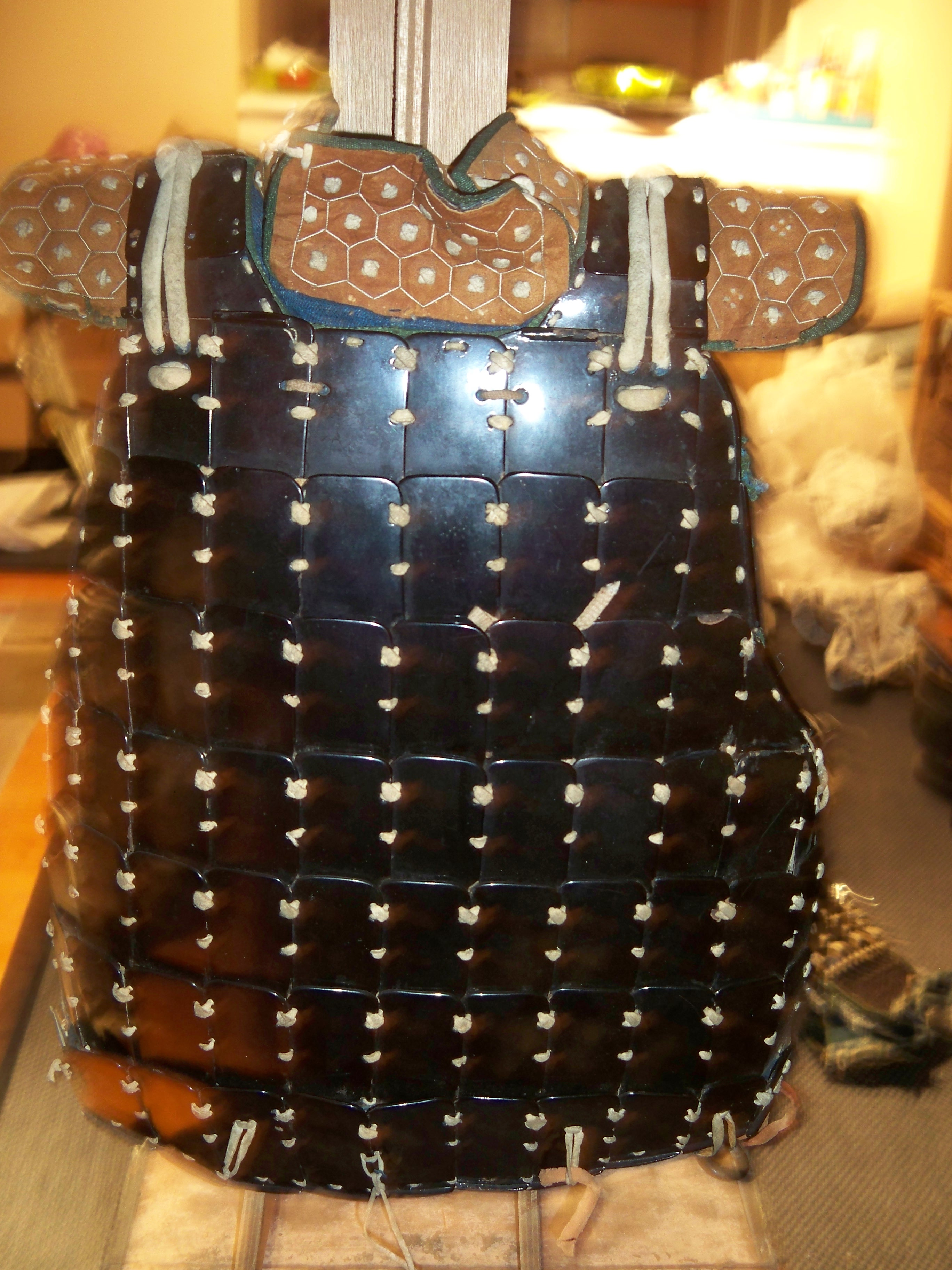
日本的札甲。
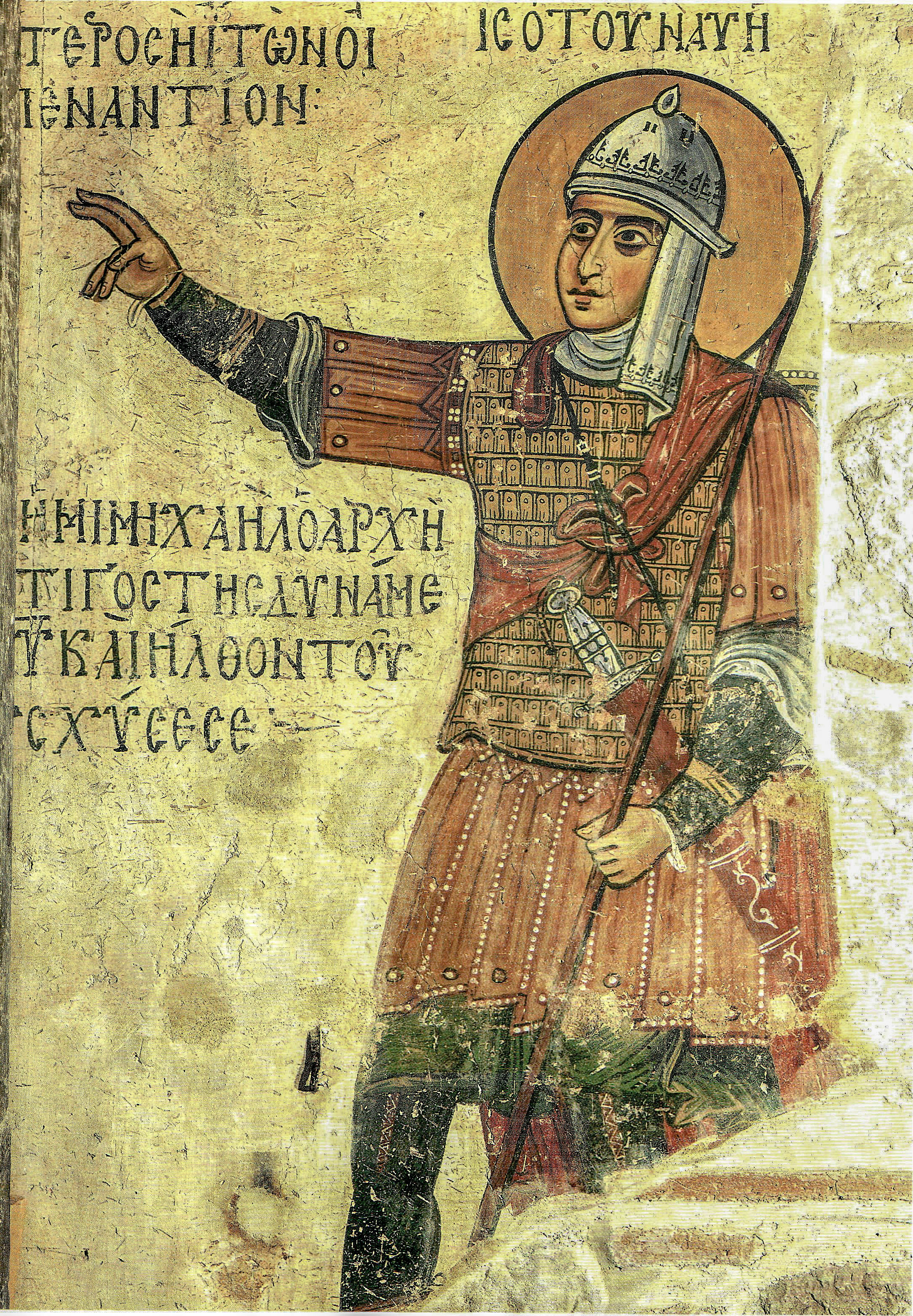
拜占庭繪畫中的札甲。
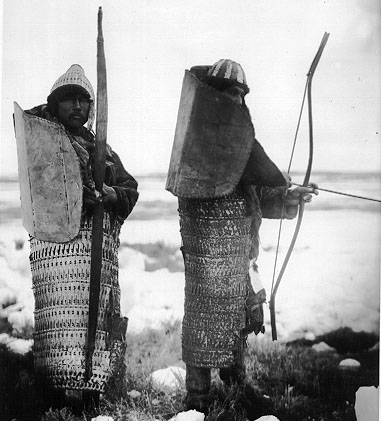
20世紀初穿著札甲的科里亞克人。